# Brasil Open 2014
Brasil Open 2014 byl tenisový turnaj pořádaný jako součást mužského okruhu ATP World Tour, který se hrál na krytých dvorcích s antukovým povrchem. Konal se mezi 24 únorem. a 2. březnem 2014 v brazilském městě São Paulo jako 14. ročník turnaje.
Turnaj s rozpočtem 474 005 dolarů patřil do kategorie ATP World Tour 250. Nejvýše nasazeným hráčem ve dvouhře byl Němec Tommy Haas, když mu patřilo dvanácté místo ve světovém žebříčku. Semifinálový duel proti Italovi Paolu Lorenzovi však skrečoval pro zranění ramena. Premiérový titul na okruhu ATP si připsal argentinský tenista Federico Delbonis.

## Distribuce bodů a finančních odměn

### Distribuce bodů
| Soutěž       | Vítězové | F   | SF | ČF | 16 v kole | 32 v kole | Q  | Q3 | Q2 | Q1 |  |
| ------------ | -------- | --- | -- | -- | --------- | --------- | -- | -- | -- | -- |  |
| dvouhra mužů | 250      | 150 | 90 | 45 | 20        | 0         | 12 | 6  | 0  |    |  |
| čtyřhra mužů | 250      | 150 | 90 | 45 | 0         |           |    |    |    |    |  |

### Finanční odměny
| Soutěž            | Vítězové | F        | SF       | ČF       | 16 v kole | 32 v kole | Q   | Q3    | Q2    | Q1 |
| ----------------- | -------- | -------- | -------- | -------- | --------- | --------- | --- | ----- | ----- | -- |
| dvouhra mužů      | 85 900 $ | 45 245 $ | 24 510 $ | 13 965 $ | 8 230 $   | 4 875 $   | 0 $ | 785 $ | 380 $ |    |
| čtyřhra mužů *    | 25 100 $ | 13 720 $ | 7 440 $  | 4 250 $  | 2 490 $   |           |     |       |       |    |
| * – částka na pár |          |          |          |          |           |           |     |       |       |    |

## Mužská dvouhra

### Nasazení
| Stát       | Hráč                   | ATP1) | Nasazení |
| ---------- | ---------------------- | ----- | -------- |
| Německo    | Tommy Haas             | 12.   | 1.       |
| Španělsko  | Nicolás Almagro        | 18.   | 2.       |
| Španělsko  | Marcel Granollers      | 35.   | 3.       |
| Argentina  | Juan Mónaco            | 42.   | 4.       |
| Nizozemsko | Robin Haase            | 44.   | 5.       |
| Španělsko  | Guillermo García-López | 53.   | 6.       |
| Argentina  | Leonardo Mayer         | 59.   | 7.       |
| Kolumbie   | Santiago Giraldo       | 60.   | 8.       |

- 1) Žebříček ATP ke 17. únoru 2014.

### Jiné formy účasti
Následující hráči obdrželi divokou kartu do hlavní soutěže:
- Thomaz Bellucci
- Guilherme Clezar
- João Souza

Následující hráči postoupili z kvalifikace:
- Rogério Dutra Silva
- Gastão Elias
- Pere Riba
- Potito Starace

### Skrečování
- Tommy Haas (poranění pravého ramena)
- João Souza (poranění břišního svalstva)

## Mužská čtyřhra

### Nasazení
| Stát     | Hráč                 | Stát      | Hráč                | ATP1) | Nasazení |
| -------- | -------------------- | --------- | ------------------- | ----- | -------- |
| Rakousko | Alexander Peya       | Brazílie  | Bruno Soares        | 6.    | 1.       |
| Kolumbie | Juan Sebastián Cabal | Kolumbie  | Robert Farah Maksúd | 89.   | 2.       |
| Německo  | Andre Begemann       | Německo   | Martin Emmrich      | 90.   | 3.       |
| Uruguay  | Pablo Cuevas         | Argentina | Horacio Zeballos    | 93.   | 4.       |

- 1) Žebříček ATP ke 17. únoru 2014; číslo je součtem umístění obou členů páru.

### Jiné formy účasti
Následující páry obdržely divokou kartu do hlavní soutěže:
- Guilherme Clezar /  Marcelo Demoliner
- André Sá /  João Souza

## Přehled finále

### Mužská dvouhra
- Federico Delbonis vs.  Paolo Lorenzi, 4–6, 6–3, 6–4

### Mužská čtyřhra
- Guillermo García-López /  Philipp Oswald vs.  Juan Sebastián Cabal /  Robert Farah, 5–7, 6–4, [15–13]